# Брейди (Техас)
Брейди (англ. Brady) — город в США, расположенный в центральной части штата Техас. Город является административным центром округа Мак-Каллок. Население — 5528 человек по данным переписи 2010 года. Брейди называют сердцем Техаса, поскольку город является наиболее близко расположенным к географическому центру штата.

## История
Изначально при заселении района в 1870-х годах общину назвали Брейди-Сити в честь ручья Брейди-Крик, проходящего через поселение. В 1906 году название было сокращено до Брейди. Первые поселенцы у Брейди-Крик, Генри и Нэнси Фалчер в середине 1870-х пожертвовали землю для строительства города. В 1875 году в городе был построен первый магазин, а в 1876 году появилось собственное почтовое отделение. После того, как жители округа Мак-Каллок выбрали Брейди столицей округа 15 мая 1876 года, город стал быстро расти. В 1877 году в Брейди проживало около пятидесяти человек, в 1878 году было построено каменное здание суда. В 1880 году Томас Мейплс начали издавать газету Brady Sentinel, а к 1884 в городе жило уже около 300 человек, были построены две церкви, школа, три магазина и два отеля.
До 1900-х основным занятием в городе являлось животноводство. В 1870-х и 1880-х местные фермеры гнали скот на рынки в Канзасе. C ростом числа иммигрантов в 1880—1890-х годах росло и число ферм. Важными источниками доходов горожан стали разведение птиц, овец, коз, крупного рогатого скота, а также выращивание хлопка и пекана.
В 1903 году в Брейди провели железные дороги Форт-Уэрт и Рио-Гранде, и город стал важным транспортным узлом центрального Техаса. В 1912 году построена дорога железнодорожной компании Мексиканского залива, Колорадо и Санта-Фе (англ. Gulf, Colorado and Santa Fe Railway). К 1914 году население достигло 2669 человек, в городе функционировали четыре церкви, две школы, два банка, несколько перерабатывающих заводов, а также прочих предприятий.
В 1926 году открылся парк Richards, празднование шло два дня и позже получило название «Июльский юбилей» (англ. July Jubilee) и стало крупным ежегодным событием города. Позже еще одним ежегодным событием в городе стало празднование Дня труда, во время которого проходит музыкальный фестиваль и соревнование по приготовлению козьего мяса.
В 1942 году к северу от Брейди была открыта военная школа пилотов, а в 5 километрах к востоку от города во время Второй Мировой войны находился лагерь немецких заключённых, в котором содержались более 300 солдат немецкого африканского корпуса Эрвина Роммеля. C 1920 по 1950-е годы население Брейди медленно росло и достигло своего пика примерно в 6800 человек к 1958 году. В 1959 году участок железной дороги между Брейди и Браунвудом перестал эксплуатироваться и это заметно ограничило доступ Брейди к внешним рынкам. К 1961 году численность населения упала до 5338 человек и постепенно стабилизировалась. В 1963 году было построено водохранилище Брейди для борьбы с наводнениями, муниципальных и промышленных потребностей в воде и отдыха. В 1972 году был выведен из эксплуатации участок железной дороги между Брейди и Эденом и, таким образом, в городе осталась только одна железнодорожная ветвь до города Ломета в округе Лампасас.
В 1988 году в городе жило 5925 человек и работали 142 компании. Главными занятиями оставались фермерство и скотоводство. Крупнейшими промышленными предприятиями являлись фабрика по производству мохера и завод, добывающий песок. К 2010 году население сократилось до 5528 человек.

## География
Согласно данным бюро переписи США, площадь города составляет 23,26 км2.

### Основные автомагистрали
- автомагистраль США US-87
- автомагистраль США US-190
- автомагистраль США US-283
- автомагистраль США US-377
- автомагистраль штата Техас SH-71

### Климат
| Показатель                    | Янв.  | Фев.  | Март  | Апр. | Май  | Июнь | Июль | Авг. | Сен. | Окт. | Нояб. | Дек.  | Год   |
| ----------------------------- | ----- | ----- | ----- | ---- | ---- | ---- | ---- | ---- | ---- | ---- | ----- | ----- | ----- |
| Абсолютный максимум, °C       | 32,8  | 37,2  | 36,1  | 38,3 | 41,7 | 43,3 | 43,3 | 42,2 | 42,8 | 39,4 | 33,9  | 32,8  | 43,3  |
| Средний суточный максимум, °C | 14,7  | 17,1  | 21,3  | 26   | 29,3 | 32,9 | 34,9 | 34,9 | 31,3 | 26,4 | 20,2  | 16    | 25,4  |
| Средняя температура, °C       | 7,5   | 9,8   | 13,7  | 18,4 | 22,4 | 26,2 | 28   | 27,8 | 24,3 | 19   | 12,8  | 8,7   | 18,2  |
| Средний суточный минимум, °C  | 0,2   | 2,3   | 6,1   | 10,9 | 15,7 | 19,5 | 21,1 | 20,7 | 17,3 | 11,5 | 5,3   | 1,3   | 11    |
| Абсолютный минимум, °C        | −17,8 | −16,1 | −13,9 | −3,3 | 2,8  | 8,3  | 13,3 | 10   | 0,6  | −4,4 | −12,2 | −18,9 | −18,9 |
| Норма осадков, мм             | 32    | 39    | 40    | 56   | 90   | 70   | 54   | 55   | 78   | 63   | 39    | 34    | 650   |
| Источник: weatherbase.com     |       |       |       |      |      |      |      |      |      |      |       |       |       |

## Население
Согласно переписи населения 2010 года, в 2010 году в городе проживали 5528 человек, 2174 домохозяйства, 1426 семей. Расовый состав города: 81,1 % — белые, 2,6 % — чернокожие, 0,7 % — коренные жители США, 0,4 % — азиаты, 13,0 % — другие расы, 2,2 % — две и более расы. Число испаноязычных жителей любых рас составило 36,7 %.
Из 2174 домохозяйств, в 28,3 % проживают дети младше 18 лет. В 46,6 % случаев в домохозяйстве проживают женатые пары, 12,7 % — домохозяйства без мужчин, 34,4 % — домохозяйства, не составляющие семью. 30,6 % домохозяйств представляют собой одиноких людей, 14,6 % — одиноких людей старше 65 лет. Средний размер домохозяйства составляет 2,49 человека. Средний размер семьи — 3,09.
28,6 % населения города младше 20 лет, 22,1 % находятся в возрасте от 20 до 39, 30,9 % — от 40 до 64, 18,3 % — 65 лет и старше. Средний возраст составляет 39,4 лет.
Согласно данным пятилетнего опроса 2019 года, средний доход домохозяйства в Брейди составляет 44 951 доллар США в год, средний доход семьи — 57 568 долларов. Доход на душу населения в городе составляет 21 899 долларов США. Около 9,6 % семей и 18,3 % населения находятся за чертой бедности. В том числе 24,3 % в возрасте до 18 лет и 10,2 % в возрасте 65 и старше.

## Известные жители
- Генри и Нэнси Фалчер, дарители земли для основания города.
- Джеймс Раддер, генерал-майор армии США, тренировавший футбольную команду старшей школы Брейди в 1933 году.
- Дэн Тейлор, ковбой, участник и промоутер родео.
- Терри Мэннинг, музыкальный продюсер.
- Меган Юинг (Megan Ewing), модель, лицо Guess и одна из ангелов Victoria’s Secret.